# Gary Marx
Gary Marx, właśc. Mark Pearman – brytyjski muzyk, założyciel grupy The Sisters of Mercy.
W 1985 odszedł z The Sisters of Mercy, by wraz z wokalistką Anne-Marie powołać do życia grupę Ghostdance. Zespół ten dał ostatni koncert 4 grudnia 1989 i po wydaniu dwóch albumów nie podjął dalszej działalności. W tym czasie Gary Marx rozpoczął nowy projekt o nazwie Bloodshot and Jungle Red. Projekt ten okazał się krótkotrwały i zakończył się bez żadnych sukcesów.
W 1993 wraz z byłym członkiem The Sisters of Mercy Craigiem Adamsem i Julianne Regan (ex. All About Eve) założył grupę bez nazwy. Działalność grupy zakończyło odejście Adamsa w 1995 do The Cult.
Około 1995 Gary Marx spotkał się z Andrew Eldritchem, liderem The Sisters of Mercy, w celu omówienia możliwości powrotu muzyka do zespołu. Eldritch zainteresowany był zatrudnieniem Marxa jedynie jako gitarzysty koncertowego, podczas gdy Marx chciał komponować i wydawać nowe płyty. W związku z rozbieżnością opinii co do przyszłości The Sisters of Mercy ponowna współpraca nie doszła do skutku, ale według wywiadu z Garym Marxem napisał on 11 utworów, które wręczył Eldritchowi a on ich nie dokończył. Po prawie 13 latach materiał ten został dokończony przez Marxa, który dograł własne wokale. W ten sposób powstał album Ninenteen ninenty five & Nowhere, który ostatecznie został wydany w 2007 przez niezależną francuską wytwórnię płytową D-Monic.
Obecnie Gary Marx wydaje solowe płyty z własną twórczością które można nabyć drogą internetową. Aktualnie dostępna płyta jest zatytułowana Pretty Black Dots.